# Liste abgegangener Denkmäler in Frankfurt (Oder)
Frankfurt (Oder) weist wegen seiner langen Geschichte viele Denkmäler auf. Es gibt neben Bau-, Flächen-, Bodendenkmälern und Denkmalbereichen viele Denkmäler im engeren Sinne. Fast genauso viele sind jedoch auch verlorengegangen; nur von wenigen ist etwas über den Verbleib bekannt.
Auf Grund des Bedarfs an Metallen durch die Armee wurden im Sommer 1942 das bronzene Reiterdenkmal des Kaisers am Wilhelmsplatz sowie der bronzene Adler auf dem Kriegerdenkmal am Kleinen Wilhelmsplatz entfernt und der Metallreserve zugeführt.
Nach dem Zweiten Weltkrieg wurde mit Befehl Nr. 30 vom 13. Mai 1946 des Alliierten Kontrollrates die Beseitigung deutscher militärischer und nazistischer Denkmäler und Museen angeordnet. Dabei waren Denkmäler gemeint, die nach 1914 errichtet worden waren. Ausnahmen gab es grundsätzlich für Grabdenkmäler und für Werke großer künstlerischer Bedeutung; diese konnten auf Antrag erteilt werden. Symbole mit dem Reichsadler waren aber zu diesem Zeitpunkt bereits größtenteils beseitigt. Insgesamt wurden für Frankfurt 24 Standorte festgestellt, und zwischen dem 16. Oktober und dem 13. Dezember 1946 wurde die Beseitigung bei neun dieser Standorte durchgeführt. Die Vernichtung ging zum Teil über den eigentlichen Befehl hinaus, und es wurden auch Denkmale zerstört, die vor 1914 errichtet worden waren.
Nicht entfernt wurden die Erinnerungstafeln bei der Artilleriekaserne, die von der Roten Armee genutzt wurde. Die Rote Armee hatte selbst 1951 noch nicht die Inschrift Hindenburg-Kaserne sowie den preußischen Adler entfernen lassen. Nach einer Anfrage durch die Stadtversammlung wurden die Adler mit einem Holzschild bedeckt und die Inschrift unleserlich gemacht. Über den weiteren Verbleib der Erinnerungstafeln ist nichts bekannt.

## Denkmal für Leopold von Braunschweig und Lüneburg

Prinz-Leopold-Denkmal vor 1906

Prinz Leopold von Braunschweig und Lüneburg ertrank 1785 in der Oder bei Rettungsarbeiten während des Frühjahrhochwassers. Die Loge „Zum aufrichtigen Herzen“ ergriff die Initiative für ein Denkmal. Den Entwurf fertigte Prof. Bernhard Rode an und am 11. August 1787 wurde das Sandsteindenkmal mit einer Höhe von über sieben Metern errichtet. Standort des 3.263 Taler, 9 Groschen und 6 Pfennige teuren Werkes war das Prinzenufer in der Dammvorstadt (heute Słubice), an dem der Leichnam Leopolds aus der Oder gezogen worden war. Auf einem runden Postament standen drei weibliche Figuren, die eine Urne auf ihren Schultern trugen. Die Figur, welche die Menschliebe verkörperte, trug zwei kleine Kinder, die Standhaftigkeit hatte ihren rechten Fuß auf einen Quaderstein gestellt, und die Bescheidenheit trug ein loses, weites Gewand. Auf der Vorderseite des Denkmals befand sich eine Inschrift mit dem Bildnis des Prinzen und seinen Lebensdaten. Neben der Inschrift befand sich eine weibliche Figur, welche die Stadt Frankfurt symbolisierte, während rechts davon der Flussgott Viadrus reuevoll nachsinnend sitzt. Im Zweiten Weltkrieg wurde es nicht beschädigt, steht aber heute nicht mehr an seiner ursprünglichen Stelle . Vermutlich wurde es in den späten 1940er Jahren nach Warschau versetzt.

## Grabdenkmal für Christian Wilhelm Spieker
Das Denkmal für Christian Wilhelm Spieker befand sich in der Südostecke des alten Friedhofs, heute Kleistpark. Spieker war am 7. April 1780 in Brandenburg geboren worden und am 10. Mai 1858 verstarb er in Frankfurt. Neben der Reorganisation des Schulwesens gründete er das Patriotische Wochenblatt und wurde damit zum Vater der Oderzeitung. Spieker war Ehrenbürger der Stadt Frankfurt.

## Grabdenkmal für Gottfried Piefke
Ursprünglich gab es für Gottfried Piefke einen Grabstein auf dem alten Friedhof (Kleistpark) und eine Gedenkstele. Diese war von Georg Fürstenberg errichtet worden. Sie ging bei den Bauarbeiten für eine Schnellstraße durch den Kleistpark Ende der 1980er Jahre verloren.

## Grabdenkmal für Michael Gabriel Fredersdorff
Im Juli 1777 wurde für den Studenten Michael Gabriel Fredersdorff auf dem Getraudenfriedhof, heute Getraudenpark, ein Grabmal errichtet. Es wurde aus Sandstein gefertigt und war zwei Meter hoch. Auf der unteren Hälfte einer kannelierten Säule ionischen Säule stand eine mit Tuchgehängen umwundene Scheinurne. Die mit einer Sandsteinplatte abgedeckte Grabstätte war mit einem kunstvoll geschmiedeten Eisengitter eingefasst. Eine Inschrift lautete: „Seine Seele gefällt Gott, darum eilet Er mit ihm aus dem bösen Leben. B. d. Weish. C 4 V 14.“ Das Grabdenkmal wurde zusammen mit dem Grabdenkmal für Dorothee Elisabeth Krüger im Zuge von Tiefbauarbeiten für eine Fernwärmeleitung 1980 entfernt und eingelagert.

## Sedandenkmal

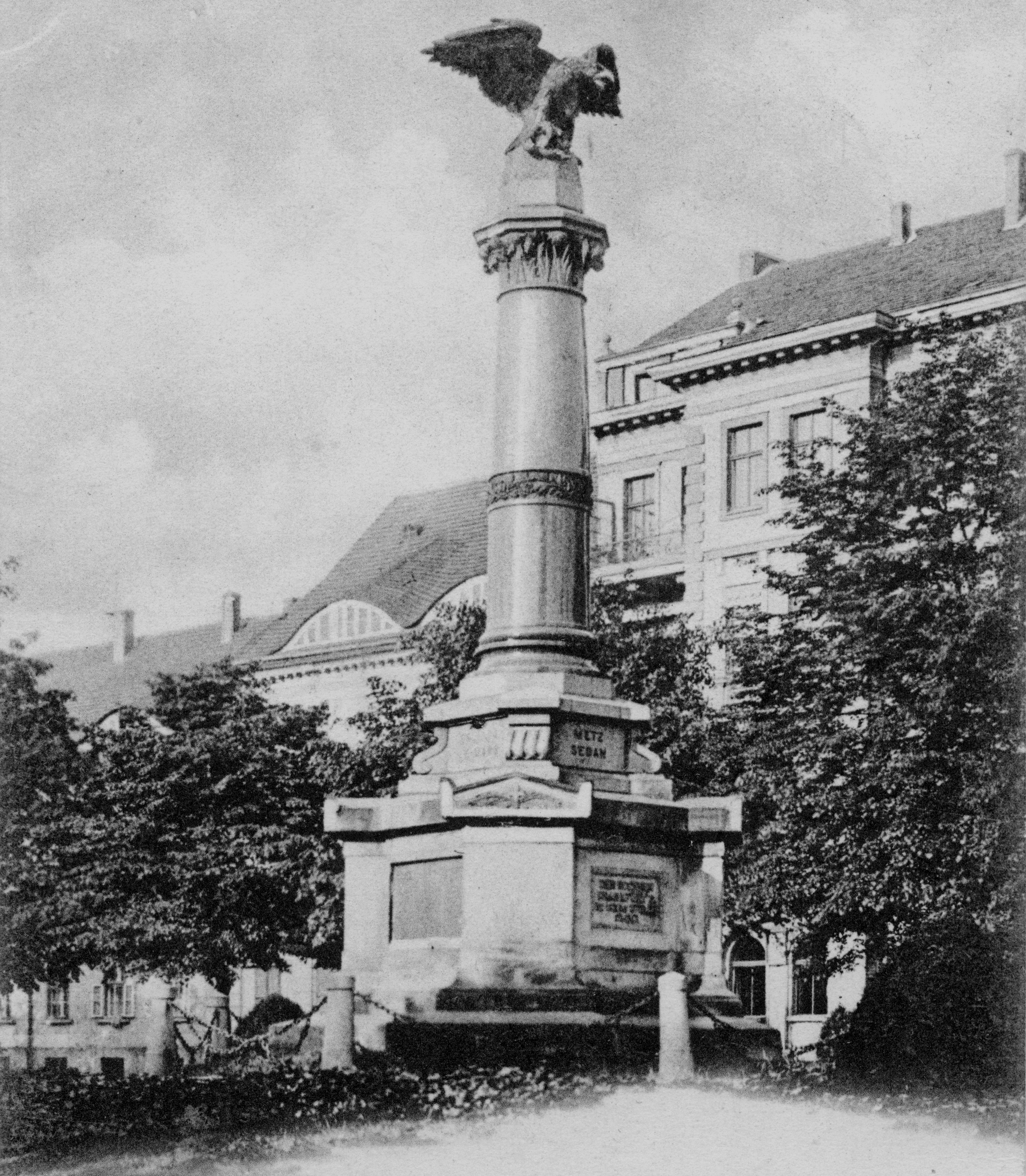
Sedandenkmal.

Für die Gefallenen der Feldzüge von 1864, 1866 und 1870/1871 wurde auf dem kleinen Wilhelmsplatz ein Denkmal errichtet . Am 23. April 1878 gründete sich ein Denkmalkomitee, dessen Aufgabe primär die Beschaffung der benötigten Gelder war. Der Inhaber der Steinmetzwerkstatt Kessel & Röhl in Berlin erklärte sich bereit, das Material für das Denkmal kostenlos zu stellen – unter der Bedingung, dass er den Auftrag zur Ausführung bekommt. Nach unerwartet hohen Spenden entwarf Bauinspektor von Niederstetter ein großzügigeres Werk, als ursprünglich geplant war.
Die Nordseite des Sandsteinsockels, die zur Stadt zeigte, erhielt die Inschrift Den Söhnen Frankfurts, die für das Vaterland starben; auf den übrigen drei Seiten wurden die Namen der Gefallenen festgehalten. Auf dem Sockel befand sich eine 1,10 Meter durchmessende, aus poliertem rotbraunen schwedischen Granit bestehende Säule. Auf halber Höhe wurde diese von einem Bronzefries mit den Ehrenzeichen der Kriege umlaufen. Auf der Spitze der Säule stand mit ausgebreiteten Schwingen ein Bronzeadler. Obwohl es nicht unter den Befehl von 1946 fiel, wurden in dem Jahr aus dem Denkmal alle Inschriften entfernt.

## Denkmal für Prinz Friedrich Karl

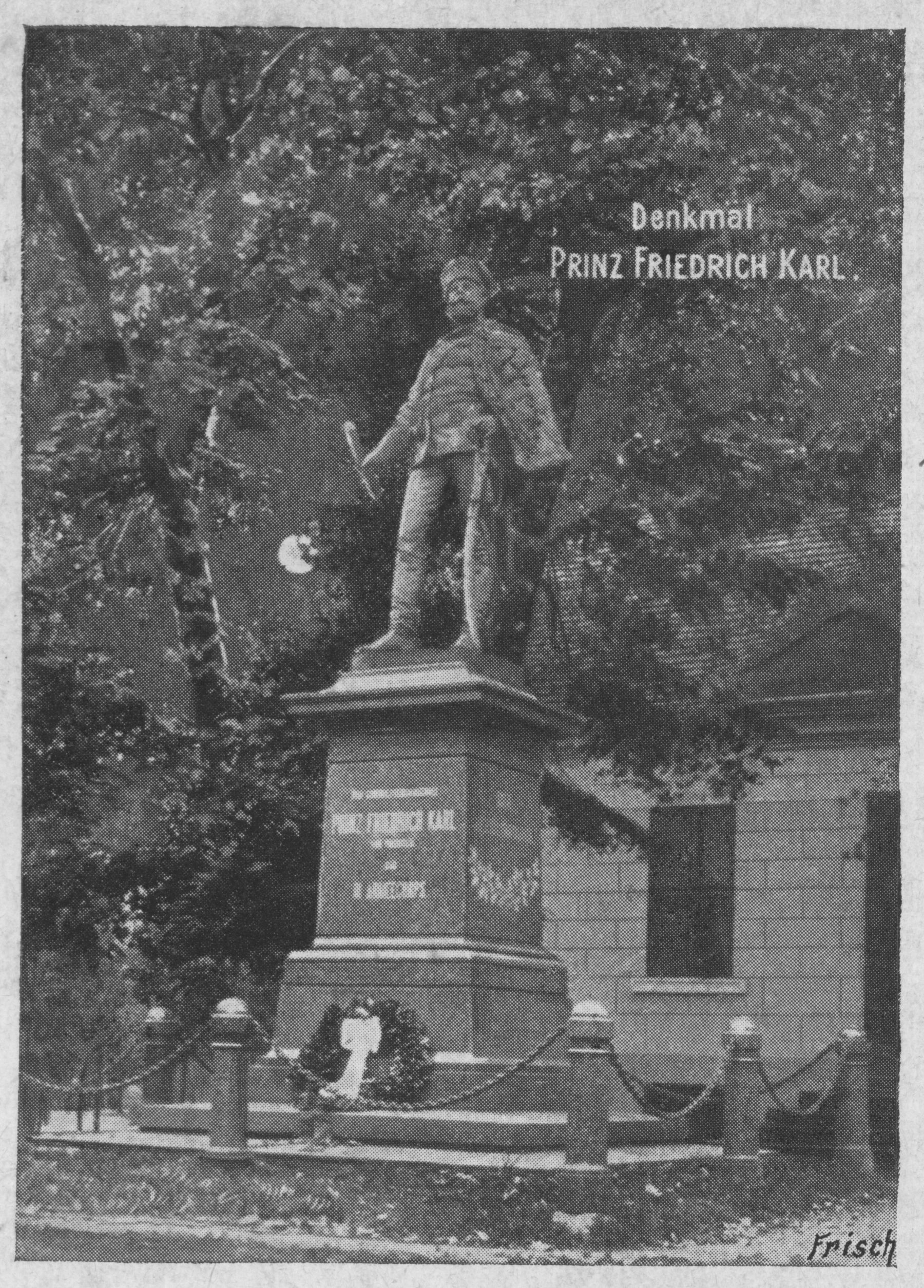
Denkmal für Prinz Friedrich Karl. Postkarte von 1899.

Das Denkmal für Friedrich Karl Nikolaus von Preußen wurde am 16. August 1888 enthüllt. Das Werk befand sich vor dem Pfarrhaus der Gertraudenkirche, Wilhelmsplatz 10 . Angeblich hat Kaiser Wilhelm II. persönlich um die Aufstellung in Frankfurt (Oder) gebeten, weil der Prinz hier besonders gern war und sich auch die größte und älteste Garnison des Corpsbereichs befand. 1944 wurde die Bronzestatue vom Sockel genommen, um dem Metallbedarf der Kriegsindustrie des Zweiten Weltkrieges zugeführt zu werden. Der Sockel, aus welchem die Inschriften entfernt worden waren, stand bis in die 1950er Jahre an seinem Platz.
Das Werk des Künstlers Max Unger war 5,50 Meter hoch und von schweren durchhängenden Ketten umgeben. Acht Granitpfeiler hielten die Ketten. Der Prinz war in der Uniform des Husarenregiments „von Ziethen“ dargestellt, wo Friedrich Karl von Preußen seine militärische Laufbahn begonnen hatte.

## Denkmal für Wilhelm I.

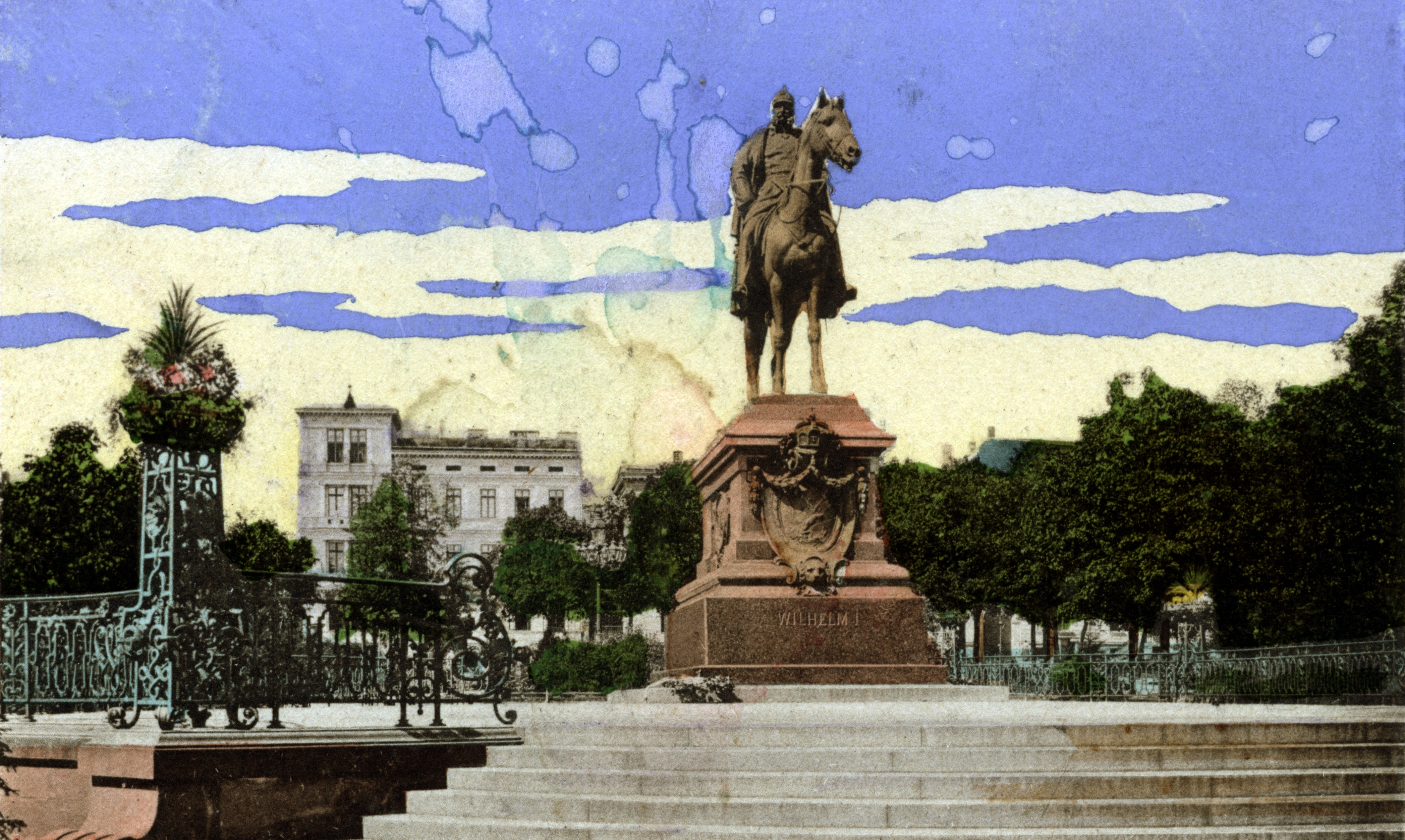
Wilhelm I.-Denkmal 1909.

Nach dem Tod Wilhelms I. bildete sich in Frankfurt ein Ausschuss aus 18 Bürgern, die einen Wettbewerb für ein Standbild zu Ehren des Kaisers ausrief. Die Wahl fiel auf den Entwurf von Max Unger, der 1897 den Auftrag für das Denkmal erhielt. Im Mai 1899 war das Modell fertiggestellt und die Gießerei der Aktiengesellschaft [vormals] Hermann Gladenbeck & Sohn in Berlin-Friedrichshagen fertigte den Bronzeguss an. Insgesamt kostete das Werk 83.000 Mark, wobei 50.000 Mark durch die Bürger und die übrigen 33.000 Mark von der Stadt aufgebracht wurden. Am 20. Oktober 1900 fand die feierliche Einweihung statt. Bereits 1942 wurde das Bronze-Standbild demontiert und der Metallindustrie zur Verwertung zugeführt. Das 4,50 Meter hohe Standbild zeigte den Kaiser mit Helm auf einem stehenden Pferd. Der Hohenzollernmantel war zurückgeschlagen, und die rechte Hand stützte sich auf der Hüfte ab. Ursprünglich war ein Platz vor der Südfront des Rathauses für die Aufstellung geplant, aufgestellt wurde es aber auf dem Wilhelmsplatz, dem späteren Platz der Republik . Auf der Vorderseite des 3,84 Meter hohen Sockels war Wilhelm I. zu lesen, auf der Rückseite Dem großen Kaiser, Begründer des Deutschen Reiches, die dankbare Stadt.
Der Platz, auf dem das Denkmal stand, lag an der Außenseite der damals schon abgetragenen Stadtmauer, war eben und unbefestigt und fürs Exerzieren genutzt worden. Nach der Aufstellung des Denkmals lobte der Frankfurter Gartenbauverlag Trowitzsch und Sohn einen Ehrenpreis von 1.000 Mark (8.428 €) für den besten Entwurf für die gärtnerische Gestaltung des Platzes aus. Die Kosten wurden auf 30.000 Mark (252.828 €) festgesetzt. Den Ehrenvorsitz der Jury hatte Oberbürgermeister Paul Adolph inne. Das Preisrichteramt übernahmen unter anderen Axel Fintelmann, Albert Brodersen und Julius Trip.

## Bismarckturm
Siehe: Bismarckturm (Frankfurt an der Oder)

## Gefallenendenkmal für das Grenadier-Regiment Nr. 12
Das Denkmal für die Prinz-Karl-Grenadiere befand sich auf den damaligen Hohenzollernplatz, dem heutigen Platz der Einheit . Den Entwurf lieferte der Architekt Otto Peters, die Ausführung lag bei dem Bildhauer Georg Fürstenberg. Es erinnerte an die Gefallenen des 12er-Regiments Frankfurts. Eingeweiht wurde es am 24. August 1924 mit der Rede des vormaligen Divisionspfarrers Jäckel aus Berlin. Generalleutnant von Oven übergab als ältester noch lebender Regimentskommandeur vom Grenadier-Regiment „Prinz Carl von Preußen“ (2. Brandenburgisches) Nr. 12 das Denkmal danach der Stadt. Es zeigt eine Soldatengruppe im Sturmangriff. Nach Berichten wurde es 1946 vom Sockel genommen und im nahen Löschwasserteich versenkt. Anschließend wurde der Löschwasserteich zugeschüttet und der Sockel zertrümmert. Dabei wurden auch die im Sockel enthaltenen Unterlagen beschädigt, welche danach dem Stadtarchiv übergeben wurden. Heute befindet sich am ursprünglichen Platz eine Blumenschale. Pläne von 1991 des Reichsbundes der Kriegsopfer und Hinterbliebenen, das Denkmal zu heben, wurden zunächst nicht umgesetzt. Beim Bau des Kulturzentrums Kleistforum 2001 wurde das Denkmal freigelegt.

## Gefallenendenkmal des Leib-Grenadier-Regimentes Nr. 8 (Deutsch-Französischer Krieg)

Gefallenendenkmal des Leib-Grenadier-Regiments Nr. 8 auf einer Postkarte von 1908

Für die gefallenen 329 Soldaten und 29 Offiziere des Deutsch-Französischen Krieges von 1870/1871 wurde am Sonntag, 27. Oktober 1872, ein Kriegerdenkmal eingeweiht. Das Denkmal, das sich im Lennépark befand, wurde von Dr. Löwenstein, dem Oberprediger, eingeweiht. Das Denkmal war in der Form eines Obelisken gestaltet, auf dessen Sockel sich eine Kupferplatte mit den eingravierten Namen der Soldaten und Offiziere befand. (Ein korrespondierendes Denkmal wurde in Lothringen an der Straße Gerzon-Rezonville errichtet.) Alle Namen und Hinweise wurden 1946 entfernt, obwohl der Befehl von 1946 dieses Denkmal gar nicht mit einbegriffen hatte. Drei Jahre später wurde das Denkmal dann vollständig geschleift, die im Sockel gefundenen Dokumente wurden dem Stadtarchiv übergeben.

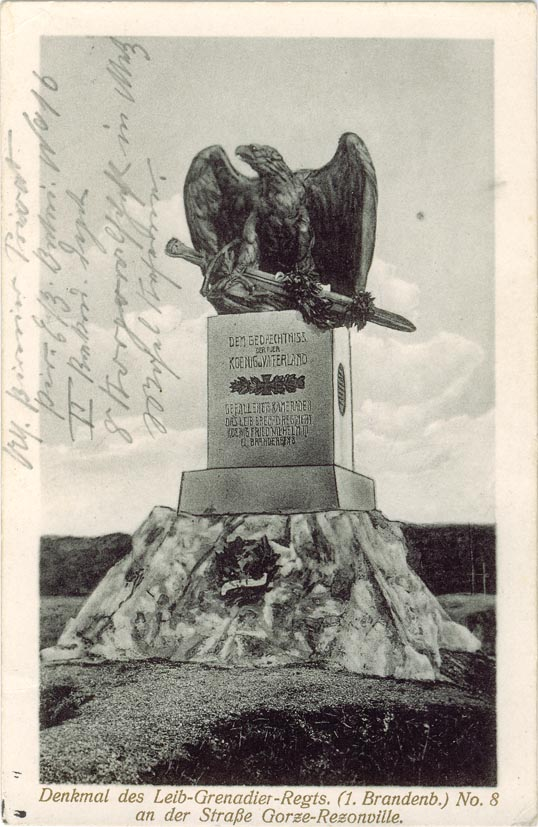
Gefallenendenkmal des Leib-Grenadier-Regiments No. 8 in Rezonville vor 1910
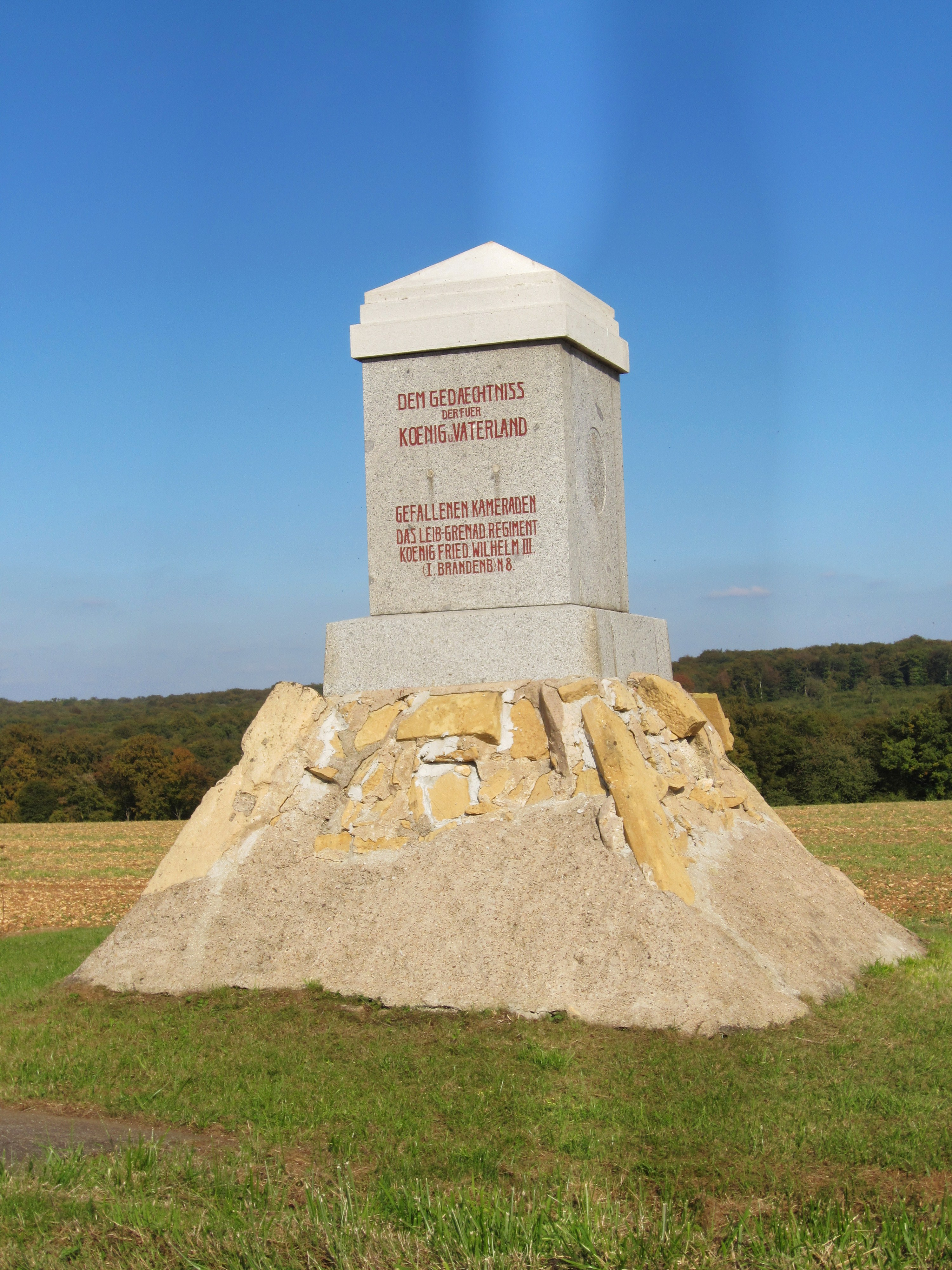
Gefallenendenkmal des Lein-Grenadier-Regimentes No. 8 in Rezonville 2011

## Gefallenendenkmal des Leib-Grenadier-Regimentes Nr. 8 (Erster Weltkrieg)
An die Gefallenen vom Leib-Grenadier-Regiment „König Friedrich Wilhelm III.“ (1. Brandenburgisches) Nr. 8 im Ersten Weltkrieg erinnerte das Denkmal, das von Hugo Lederer entworfen und dessen Schüler, dem Architekten und Bildhauer Adolph Dahl aus Stettin, geschaffen wurde. Die feierliche Einweihung, zu der tausende Einwohner Frankfurts gekommen waren, fand am 10. Mai 1925 statt.

## Gefallenendenkmal des Telegraphen-Bataillons Nr. 2

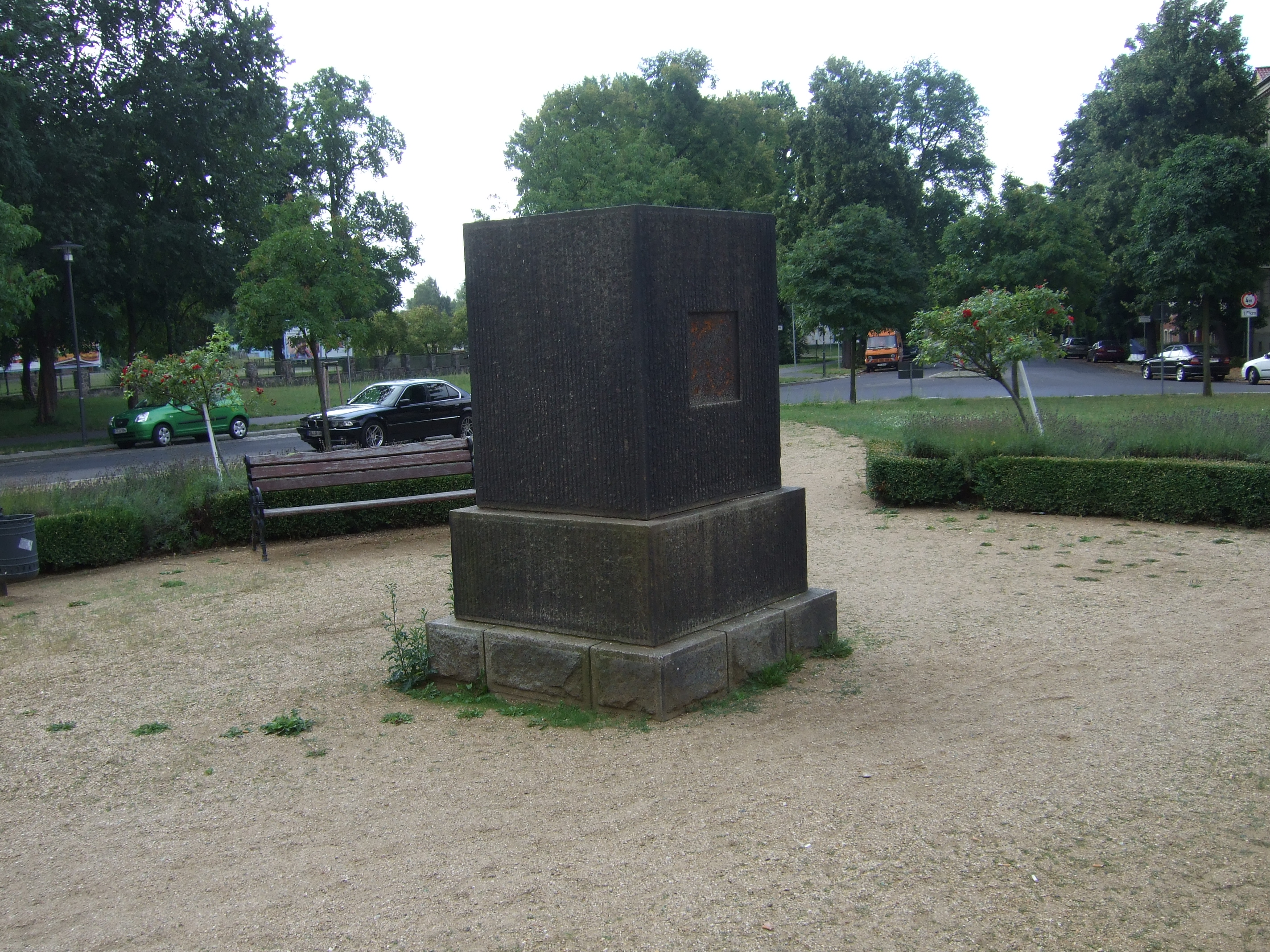
Sockel des Denkmals für die 2.000 Gefallenen des Telegraphen-Bataillons Nr. 2. Foto von 2008

Auf dem Carthausplatz  befand sich seit 1925 ein Denkmal für die 2.000 Gefallenen des Telegraphen-Bataillons Nr. 2, umgangssprachlich auch als „Funkerdenkmal“ bezeichnet. Ausgeführt wurde es nach einem 1925 entstandenen Modell des Bildhauers Victor Seifert in Berlin. Auf einem schwarzen Postament stand die Skulptur eines Germanen mit dem Signalhorn, der die Nachrichtensoldaten symbolisieren sollte. Die Inschrift lautete Unseren Gefallenen Kameraden zum Gedächtnis. Eine Mahnung den kommenden Geschlechtern. Ein Ruhmeszeichen dem Telegraphen-Bataillon No. 2 und dessen Kriegsformationen, sie wurde 1946 herausgemeißelt. Heute ist nur noch das Postament zu sehen.
Seit 2014 wird der Standort genutzt, um temporäre, zeitgenössische Kunstwerke auszustellen.

## Denkmal für Hans Dominik

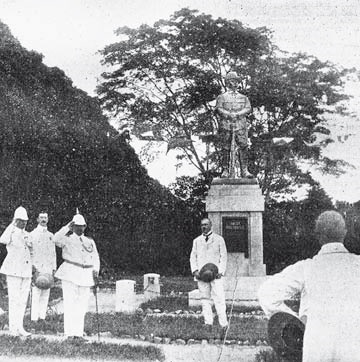
Einweihung des Dominik-Denkmals in Kribi am 6. September 1912

Das Denkmal wurde mehrfach umgesetzt und erinnerte an den Offizier Hans Dominik, der in der damaligen deutschen Kolonie in Kamerun als Major der deutschen Schutztruppe vor allem für Strafexpeditionen zuständig war. Nach seinem Tod am 16. Dezember 1910 wurde in Kamerun ein Denkmal errichtet. In der Küstenstadt Kribi wurde am 6. September 1912 im Beisein des deutschen Gouverneurs in Kamerun, Karl Ebermaier, sowie von Beamten, Offizieren und Kaufleuten das Denkmal für Hans Dominik eingeweiht. Es zeigt Dominik aufrecht stehend in Kolonialuniform mit Schutztruppenhut, die Hände auf einen Säbel gestützt. Auf dem Sockel stand die Inschrift „Nicht rechts geschaut, nicht links geschaut, geradeaus, auf Gott vertraut und durch!“. Es wurde nach dem Ersten Weltkrieg von der neuen, französischen Kolonialmacht demontiert und zunächst im Vorratsraum der Station Yaoundé gelagert. Es kam nach Frankfurt (Oder), wo es auf dem Gelände des 18er Regiments aufgestellt wurde. Dort hatte der Sockel die Inschrift „Dominik“.
Vom Kasernenstandort wurde es 1933 auf den Bahnhofsvorplatz in Frankfurt (Oder) versetzt und am 24. September 1933 neu geweiht . Der Sockel trug die Inschrift „Hans Dominik“.
1946 wurde das Denkmal restlos entfernt.

## Paten und Traditionskameradschaften
Einige Denkmäler wurden für militärische Einheiten errichtet, welche selbst nicht in Frankfurt stationiert waren, aber durch Kameradschaften mit der Stadt verbunden waren.
Für die gefallenen Soldaten des Feldartillerie-Regiment „General-Feldzeugmeister“ (2. Brandenburgisches) Nr. 18 wurde am 31. Juli 1921 im Vorgarten der Artilleriekaserne ein Denkmal eingeweiht.
Für die Gefallenen des 1. Posensches Feldartillerie-Regiment Nr. 20 erfolgte ebenfalls im Vorgarten des Artilleriekaserne die Einweihung eines Denkmals am 5. November 1922.
1925 wurde das Denkmal für die Gefallenen des Niederschlesischen Fuß-Artillerie-Regiments No.5 eingeweiht.

## Mahnmal für die Opfer des Faschismus

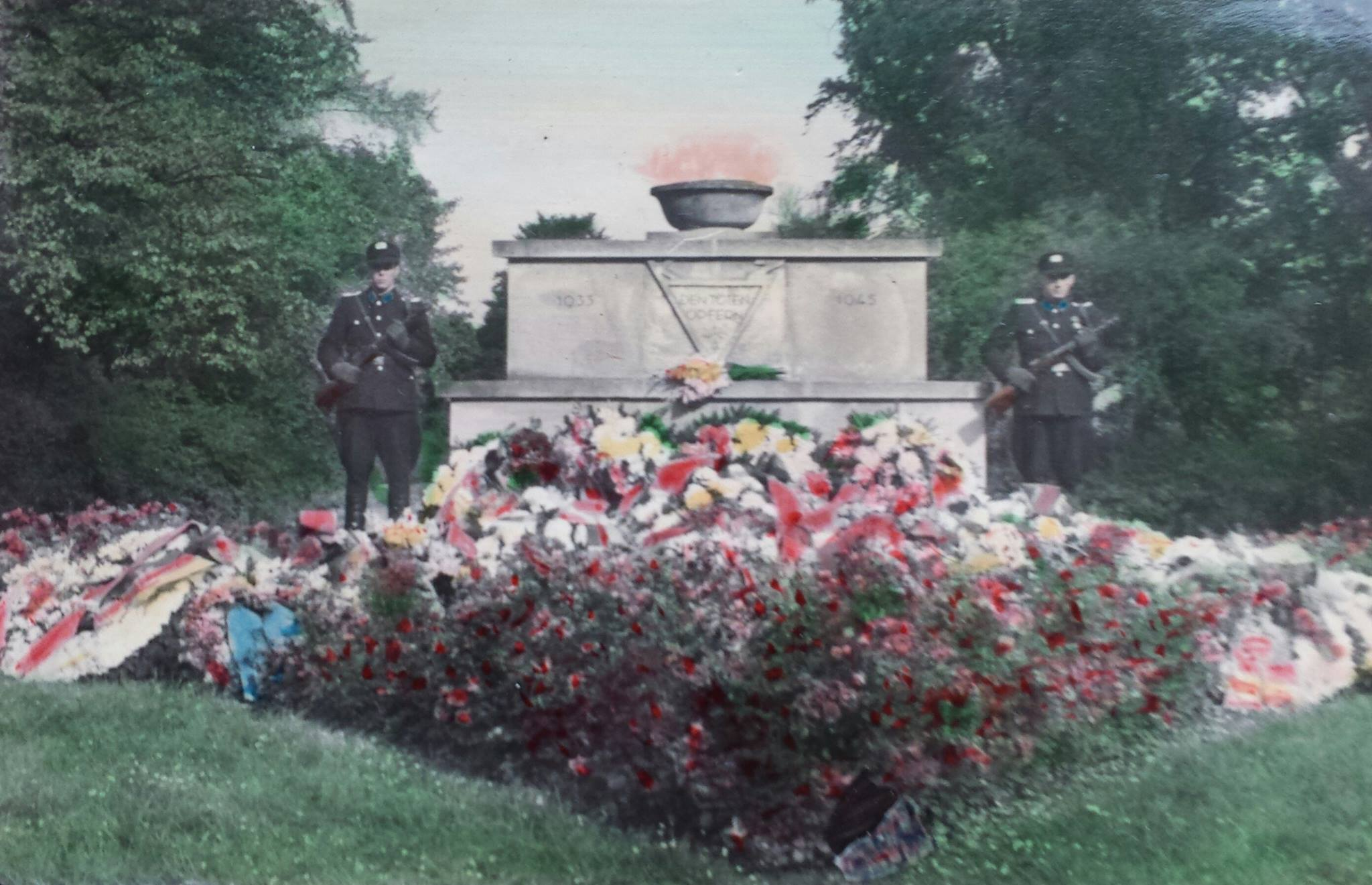
Denkmal Opfer des Faschismus am 8. Mai 1950

Am 14. September 1949 wurde am südlichen Eingang des Lennéparks unter Anwesenheit von 5.000 Einwohnern ein Mahnmal für die Opfer des Faschismus eingeweiht . Entworfen hatte es Gerhard Steffen und die Umsetzung wurde von der Bildhauerin Radeck geleitet. Die Toten mahnen die Lebenden war auf dem dreieckigen Sandsteinsockel zu lesen. Nachdem 1986 ein neues Mahnmal errichtet worden war, wurde das Denkmal im selben Jahr abgebaut.

## Bismarckdenkmal aus Bromberg
In der Gedächtnishalle des Bismarckturms in Bromberg war 1913 eine 2,60 m hohe, Otto von Bismarck darstellende Bronzestatue des Bildhauers Fritz Richter-Elsner, gegossen bei Oscar Gladenbeck aufgestellt worden. Infolge des Versailler Vertrages wurde Bromberg 1920 an Polen abgetreten. Die deutsche Stadtbehörde demontierte 1919 die Ausstattung der Innenräume und brachte diese erst nach Schneidemühl und dann nach Frankfurt (Oder). 1929 stand die Bismarck-Statues im Vorgarten des deutschen Heimes, Gubener Straße 20. Der weiter Verbleib ist unbekannt.